# 斯威辛班克冰川
67°56′S 66°46′W / 67.933°S 66.767°W
斯威辛班克冰川（英語：Swithinbank Glacier），是南極洲的冰川，位於葛拉漢地的法利埃海岸，處於斯奎爾灣東南端，英國研究隊根據測量和空中照片繪入地圖，以該國冰川學家命名，現時由南極條約體系管理。